# Titjärnsskogen
Titjärnsskogen este o arie protejată (arie specială de conservare — SAC, sit de importanță comunitară — SCI, arie de protecție specială avifaunistică — SPA) din Suedia întinsă pe o suprafață de 127,2 ha, integral pe uscat.

## Localizare
Centrul sitului Titjärnsskogen este situat la coordonatele 60°20′35″N 13°17′10″E / 60.343°N 13.2861°E.

## Înființare
Situl Titjärnsskogen a fost declarat arie de protecție specială avifaunistică în decembrie 1996 pentru a proteja 5 specii de animale. Alte tipuri de protecție:
- sit de importanță comunitară (în ianuarie 1997)
- arie specială de conservare (în martie 2011)[1][3][4]

## Biodiversitate
Situată în ecoregiunea boreală, aria protejată conține 4 habitate naturale: Lacuri și iazuri distrofice naturale, Taiga vestică, Mlaștini turboase de tranziție și turbării mișcătoare, Mlaștini împădurite.
La baza desemnării sitului se află mai multe specii protejate de  păsări (5): ciocănitoare neagră (Dryocopus martius), ciocănitoare de munte (Picoides tridactylus), cocoșul de mesteacăn (Tetrao tetrix tetrix),  cocoș de munte (Tetrao urogallus), fluierar de mlaștină (Tringa glareola).